# Віктор Леандру Бажи
Віктор Леандру Бажи (порт. Victor Leandro Bagy, нар. 21 січня 1983, Санту-Анастасіу), відомий як Віктор — бразильський футболіст, воротар клубу «Атлетіко Мінейру» та національної збірної Бразилії.
Володар Кубка Бразилії. Володар Кубка Лібертадорес. У складі збірної — володар Кубка Конфедерацій.

## Клубна кар'єра
Народився 21 січня 1983 року в місті Санту-Анастасіу. Вихованець юнацьких команд футбольних клубів «Пауліста» та «Ітуано».
У дорослому футболі дебютував 2003 року виступами за команду клубу «Пауліста», в якій провів чотири сезони, взявши участь у 98 матчах чемпіонату. Більшість часу, проведеного у складі «Паулісти», був основним голкіпером команди.
Своєю грою за цю команду привернув увагу представників тренерського штабу клубу «Греміо», до складу якого приєднався 2008 року. Відіграв за команду з Порту-Алегрі наступні чотири сезони своєї ігрової кар'єри. Граючи у складі «Греміо» також здебільшого виходив на поле в основному складі команди.
До складу клубу «Атлетіко Мінейру» приєднався 2012 року.

## Виступи за збірну
2009 року дебютував в офіційних матчах у складі національної збірної Бразилії. Наразі провів у формі головної команди країни 3 матчі.
У складі збірної був учасником розіграшу Кубка конфедерацій 2009 року у ПАР, здобувши того року титул переможця турніру, розіграшу Кубка Америки 2011 року в Аргентині.

## Титули і досягнення
- Володар Кубка Бразилії (2):

«Пауліста»: 2005, 2014
- Володар Кубка Лібертадорес (1):

«Атлетіко Мінейру»: 2013
- Переможець Рекопи Південної Америки (1):

«Атлетіко Мінейру»: 2014
- Володар Кубка конфедерацій (1):

 Бразилія: 2009